# Machimus krueperi
Machimus krueperi là một loài ruồi trong họ Asilidae. Machimus krueperi được Becker miêu tả năm 1923. Loài này phân bố ở vùng Cổ Bắc giới.